# Kanton Albi-3
 Albi-3 is een kanton van het Franse departement Tarn. Het kanton maakt deel uit van het arrondissement Albi.
In 2020 telde het 19.335 inwoners.

Het kanton werd gevormd ingevolge het decreet van 17 februari 2014 , met uitwerking op 22 maart 2015, met Albi als hoofdplaats.

## Gemeenten
Het kanton omvat volgende gemeenten:
- Albi (westelijk deel)
- Cagnac-les-Mines
- Castelnau-de-Lévis
- Mailhoc
- Marssac-sur-Tarn
- Milhavet
- Sainte-Croix
- Terssac
- Villeneuve-sur-Vère